# وترویل (کانزاس)
وترویل (به انگلیسی: Waterville) شهری در ایالت کانزاس کشور ایالات متحده آمریکا است که جمعیت آن در سرشماری سال ۲۰۱۰ میلادی، ۶۸۰ نفر بوده‌است.